# バルカン (仮説上の惑星)
バルカン（英語：Vulcan）は、水星の更に内側軌道を公転しているとされた想定上の惑星である。水星の近日点移動を解決できるものとして、19世紀にその存在が考えられたが確認されず、現在では存在しないとされる。

## 概説

### 水星近日点移動
19世紀当時は、天文学界は外惑星の軌道の摂動から海王星の存在を予言することに成功したところであり、水星軌道の近日点移動問題も同様に解決できるのではないかと考えられた。1846年に天王星などの軌道の摂動から海王星の位置を予測したパリ理工科大学の天文学講師ユルバン・ルヴェリエは、1859年にバルカンの存在を提唱した。
早くもその年のうちにアマチュア天文学者のエドモン・モデスト・レスカルボーがバルカンを発見したと報告し、翌年ナポレオン3世からレジオンドヌール勲章を授与された。しかしこれは再現性のある観測ではなかった。
その後、望遠鏡の精度の向上と、サングラス・フィルターを使用しての太陽光球面の実視観測において存在を示唆する観測結果が報告されたが、決定的で再現性ある報告はなくバルカンの存在は否定的に考えられるようになる。
20世紀に入り、水星の近日点移動は、アインシュタインの一般相対性理論によって解決可能であることが示唆され、歴史的な日食観測を通じて、一般相対性理論の妥当性が検証されると共に、この問題も、仮説の惑星バルカンの摂動による説明は主流から外れた。

### バルカン・リング
当初の一般相対性理論による近日点移動の計算数値は、観測誤差から言えば正確なものとは言えなかった。バルカンを一個の天体とするのではなく、バルカン軌道に存在する多数の微小天体群の摂動を考えれば、これによっても水星の近日点移動が説明可能とする「バルカン族仮説」も主張されたが小惑星も観測されず、より微小な塵の集合リングが想定されたがこちらも確認されていない。尚、2006年に惑星の定義が明確にされ、仮に微小天体群としてのバルカンが見出されたとしても、惑星には分類されない。

## 命名の由来
水星よりも更に太陽に近い軌道を取っており、表面温度は水星以上に高い高温の惑星であると考えられたため、ギリシア神話の鍛冶神ヘーパイストスに対応する、ローマ神話の火の神ウゥルカーヌスにちなんで命名された。バルカンは、ラテン語名ウルカヌスの英語での形を日本語で慣用的に表記した名である。
占星術用語としては、高炉星と訳されることもある。